# Albert Rust
Albert Rust (* 10. Oktober 1953 in Mülhausen) ist ein ehemaliger französischer Fußballtorhüter und Fußballtrainer.

## Spielerkarriere
Rust begann seine Karriere beim FC Sochaux, wo er insgesamt 15 Jahre blieb. 1987 wechselte er zum HSC Montpellier, wo er 1990 französischer Pokalsieger wurde. In diesem Jahr verabschiedete er sich auch aus Montpellier und ging Richtung Monaco zum AS Monaco, wo er noch ein Jahr spielte, ehe er seine Karriere mit seinem zweiten Triumph im französischen Pokal beendete.
International spielte er einmal für Frankreich. Er nahm als Ersatztorhüter an der Europameisterschaft 1984 im eigenen Land teil, wo Frankreich Europameister wurde. Später nahm er an der Weltmeisterschaft 1986 in Mexiko teil, wo er im Spiel um Platz 3 gegen Belgien (4:2 n. V.) im Tor stand.
Er gewann außerdem bei den Olympischen Spielen 1984 in Los Angeles mit der französischen Auswahl die Goldmedaille.

### Erfolge als Spieler
- Französischer Pokalsieger (1990, 1991)
- Europameister 1984
- Olympiasieger 1984

## Trainerkarriere
Nach der aktiven Karriere wurde Rust Trainer. Seine Trainerkarriere begann er bei Les Crés, einem kleinen unterklassigen Verein. 1993 ging er zum AS Beauvais, wo er für ein Jahr Co-Trainer wurde. 1994 folgte er Henri Michel, der Rust als Co-Trainer wollte, zu Al-Nasr nach Saudi-Arabien. Bei Al-Nasr konnte er als Co-Trainer die nationale Meisterschaft gewinnen. 1995 kehrte er nach Frankreich zurück und trainierte Chamois Niort für vier Jahre. Danach trainierte er Clermont Foot ein Jahr und folgte wiederum dem Ruf von Henri Michel und wurde Co-Trainer der Nationalmannschaft von Tunesien. Er nahm an der Fußball-Weltmeisterschaft 2002 in Japan und Südkorea als Co-Trainer teil. Tunesien schied in der Vorrunde aus. Danach trainierte er den tunesischen Verein Stade Tunisien für ein halbes Jahr. Im Jahr 2002 kehrte er abermals nach Frankreich zurück und trainierte bis 2006 den FC Sète, Stade Brest und US Créteil.

### Erfolge als Trainer
- Saudi-arabischer Meister (1995)